# Julián Arredondo
Julián David Arredondo Moreno (Cidade Bolívar, Antioquia, 30 de julho de 1988) é um ciclista colombiano.

## Biografia
Participou na a prova em linha do Campeonatos do Mundo em Melbourne (Austrália) onde concluiu 72.º. Com sete vitórias conseguidas na categoria sub-23, valeu-lhe para assinar um contrato profissional em 2012 com a equipa japonêsa Nippo, dirigido por Andrea Tonti. Participou na sua primeira corrida como profissional a 20 de março ao disputar a Settimana Coppi e Bartali.
Em 23 de maio de 2012 ganhou a sua primeira corrida como profissional, ao conseguir a vitória na 3.ª etapa do Tour do Japão por adiante de seu colega de equipa Fortunato Baliani. Concluiu o Tour do Japão em segunda posição, a 22 segundos de Baliani. No Tour de Kumano deste mesmo ano ganhou a camisola de melhor escalador e também ficou em segunda posição.
Na temporada de 2013 teve uma destacada atuação ganhando o Tour de Langkawi, o Tour de Kumano e segundo no Tour do Japão. Foi o número um do UCI Asia Tour e isto lhe valeu um contrato a partir de 2014 com a equipa UCI ProTeam Trek Factory Racing.
Na sua primeira temporada com o Trek conseguiu as suas vitórias mais importantes até ao momento, ao ganhar a etapa número 18 do Giro de Itália numa ascensão final ao Panarotta, para proclamar-se posteriormente vencedor final da classificação da montanha do Giro.
Desde setembro de 2017 submeteu-se a um tratamento médico interdisciplinário, por ter-le-lhe descoberto a patologia denominada síndrome piramidal, o qual limitou o seu rendimento nas temporadas 2015, 2016 e 2017, por não poder fazer efetivamente o movimento de pedal com a perna direita, esta doença requereu de uma cirurgia, cuja reabilitação demorará pelo menos 20 semanas.

## Palmarés
- 2012
  - 1 etapa do Tour do Japão

- 2013
  - Tour de Langkawi, mais 1 etapa
  - Tour de Kumano, mais 1 etapa
  - UCI Asia Tour

- 2014
  - 2 etapas do Tour de San Luis
  - 1 etapa do Giro d'Italia e classificação da montanha  e prêmio da Combatividade

## Resultados em Grandes Voltas e Campeonatos do Mundo
Durante a sua carreira desportiva tem conseguido os seguintes postos nas Grandes Voltas.
| Corrida            | Corrida            | 2012 | 2013 | 2014 | 2015  | 2016 | 2017 |
| ------------------ | ------------------ | ---- | ---- | ---- | ----- | ---- | ---- |
|                    | Giro d'Italia      | —    | —    | 61.º | —     | —    | —    |
|                    | Tour de France     | —    | —    | —    | 124.º | —    | —    |
|                    | Volta a Espanha    | —    | —    | Ab.  | —     | —    | —    |
| Mundial em Estrada | Mundial em Estrada | —    | —    | Ab.  | —     | —    | —    |

—: não participa

Ab.: abandono

## Equipas
- Nippo (2012-2013)
- Team Nippo (2012)
- Team Nippo-De Rosa (2013)
- Trek (2014-2016)
- Trek Factory Racing (2014-2015)
- Trek-Segafredo (2016)
- Nippo-Vini Fantini (2017)